# Balgha

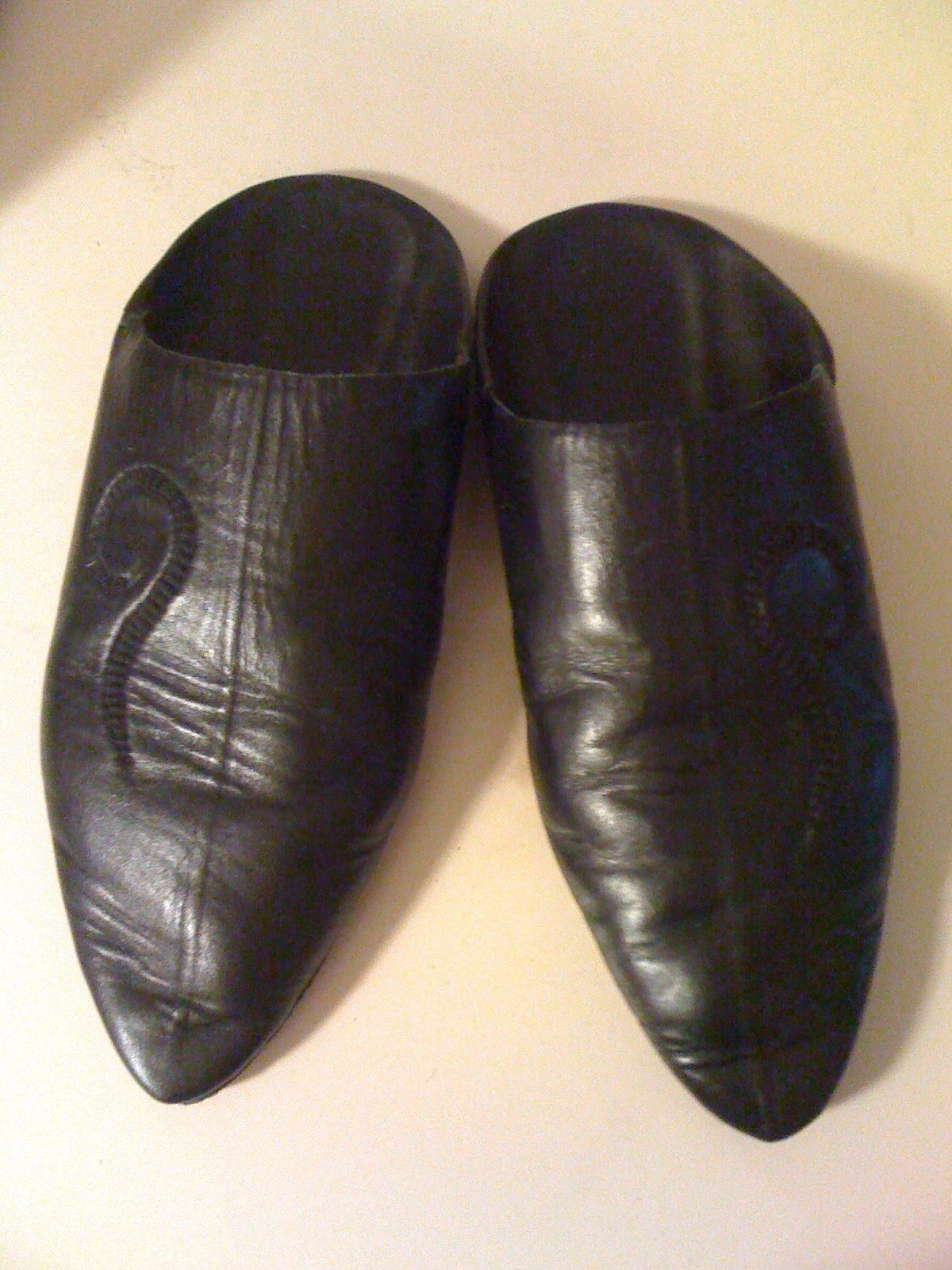
Babouches teintées en noir

La balgha (en arabe : بلغه belġa), également orthographiée balga, belgha ou belga, est une chaussure en cuir qui fait partie des costumes traditionnels du Maghreb,,,,. Fermée en pointe ou arrondie au bout, elle se rattache à la famille des babouches, elle est portée par les deux sexes.
La balgha connaît sa période faste quand elle était l'unique chaussure d'intérieur comme de sortie utilisée par les hommes et les femmes de toutes les classes sociales, aussi bien par les citadins que les ruraux.